# Histoire des Juifs à Kielce
L'histoire des Juifs à Kielce ne débute qu'à partir de la seconde moitié du XIXe siècle. Le nombre d'habitants juifs va alors croitre très rapidement et atteindre près de 25 000 personnes à la veille de la Seconde Guerre mondiale. La communauté juive est anéantie lors de la Shoah, et les quelque 200 survivants qui vont revenir à Kielce après la guerre, vont vite fuir la Pologne après le pogrom de 1946. 
Kielce est une ville située dans le sud de Pologne, chef-lieu de la voïvodie de Sainte-Croix. La ville compte actuellement environ 200 000 habitants. 
En 1815, La ville est intégrée à l'Empire russe. En 1830, les habitants de Kielce participent à l'Insurrection de Novembre contre la Russie, puis en 1863, à l'Insurrection de Janvier. Après la Première Guerre mondiale, Kielce est la première ville libérée de l'occupant russe par les légions polonaises de Józef Piłsudski et est intégrée à la Pologne de nouveau indépendante. 

## Histoire de la communauté juive

### L'interdiction d'installation en ville
La ville de Kielce étant sous la juridiction des évêques de Cracovie, qui en 1535 avaient reçu du roi Sigismond Ier le privilegium de non tolerandis Judaeis (privilège de ne pas accepter les Juifs), les Juifs n'ont été autorisés à s'installer à Kielce qu'à partir des années 1830. Au XVIe et XVIIe siècles et plus encore au XVIIIe siècle, cette interdiction est fréquemment levée avant d'être quelques années plus tard rétablie: c'est ainsi qu'en 1761, à la suite d'un décret de l'évêque, tous les Juifs vivant à Kielce sont expulsés de la ville. Néanmoins, de nombreuses petites communautés juives se développent dans les villes alentour comme Chęciny, Pińczów et Chmielnik. 
Les Juifs se réinstallent à Kielce en 1833 après que les marchands juifs de Chęciny aient obtenu de la municipalité la permission de vivre en ville. Bien que les habitants de Kielce, craignant une concurrence économique aient réussi à faire suspendre cette autorisation, un grand nombre de Juifs s'établissent en ville de façon illégale, tandis qu'un autre groupe s'enregistre dans la municipalité voisine de Pakosz. En 1843, les habitants de Kielce forcent le conseil municipal à bannir les Juifs de la ville à compter du 1er juillet 1844. Toutefois, les Juifs retournent à Kielce dans les années 1858-1862. À cette époque, la ville fait bon accueil aux anciens militaires juifs russes et à leur famille, car le bannissement ne s'applique pas à eux. En 1852, environ 100 Juifs vivent à Kielce, appartenant à la communauté juive de Chęciny et constituent un petit pourcentage des habitants de la ville.

### Du début de la communauté jusqu'à laPremière Guerre mondiale
Ce n'est qu'après les réformes introduites par Aleksander Wielopolski que les autorités tsaristes promulguent en 1862 un décret permettant aux Juifs de s'installer librement à Kielce. Mais en raison de l'insurrection de Janvier des nationalistes polonais contre l'Empire russe en 1863, les Juifs ne commencent à s'installer à Kielce de façon significative qu'après 1865. Trois ans plus tard en 1868, une communauté juive indépendante voit le jour. Une maison de prière est ouverte dans la rue Bodzentyńska, un mikvé (bain rituel) dans la rue Nowowarszawska et une boucherie cachère à Sainte-Tekla. Le premier cimetière juif est créé dans le quartier de Pakosz. Tuwia Gutman HaCohen (1832-1902) est le premier rabbin de Kielce. En 1902, son successeur est Mosze Nachum Jeruzalimski (1855-1916), un expert en littérature rabbinique . Une communauté hassidique est aussi active en ville. 
Vers la fin du XIXe siècle et au début du XXe siècle, ainsi que pendant la période de l'entre-deux-guerres, la communauté juive de Kielce connait une expansion démographique et économique rapide. En 1873, 974 Juifs vivent à Kielce, tandis qu'en 1909, leur nombre est déjà de 11 206. Les plus fortunés vivent au centre-ville, dans les rues Mała, Wielka, Wesoła et Leśna situées proche de la place du marché où se trouvent leurs commerces ou fabriques, tandis que les plus pauvres s'installent dans les faubourgs de Szydłówek, Psiarnia, Piaski et Barwinek et plus tard aussi dans les rues Bazarowa, Szeroka, Czysta et Hipoteczna, ainsi que sur la rive gauche de la Silnica, rue Nowy Świat. Leurs maisons sont en bois, sans eau courante ni système d'égouts avec les eaux usées directement rejetées dans la rivière. 
Avant la Première Guerre mondiale, la communauté juive de Kielce possède une grande synagogue rue Nowowarszawska construite en 1902 selon les plans de l'architecte Stanisław Szpakowski, et inaugurée en 1903, neufs maisons de prière et plus de 30 heders fréquentés par plus de 900 garçons, ainsi que plusieurs écoles élémentaires et secondaires laïques pour garçons et pour filles. Les Juifs s'impliquent très rapidement dans l'économie de la ville. Ils ouvrent des épiceries, des merceries, des magasins de produits coloniaux, des ateliers d'artisanat. Heryck Cwajgel ouvre le premier magasin détenu par un Juif. Situé sur la place du marché, il commercialise des articles en verre, de la porcelaine et des lampes à pétrole. 
En 1861, Moric Goldhaar, originaire de Poznań, s'installe à Kielce et un an plus tard fonde une librairie dans l'hôtel Europejski au 6 rue Duża, avant de l'installer dans sa propre maison au 35 rue Mala. Le magasin dont le nom complet est Librairie et Magasin de Notes de Musique, Atlas, Cartes Géographiques et Papeterie, vend des livres, de la papeterie, des manuels scolaires que Goldhaar fournit à partir de 1869 aux écoles primaires, aux écoles artisanales du dimanche et aux heders. Il ouvre aussi une salle de lecture avec environ 10 000 volumes, avec des œuvres polonaises, françaises, russes et allemandes. En 1870, avec l'ancien chef du powiat de Kielce, Léon Gautier, il fonde la revue "Gazeta Kielecka".  Il ouvre une maison bancaire à Kielce, qui possède une succursale à Radom. À la fin du XIXe siècle, il construit un moulin à vapeur moderne. Il meurt en 1900 à Poznań et lègue 6 000 roubles pour la Société d'aide aux pauvres de la foi mosaïque et 600 roubles à d'autres fins sociales. Sa tombe est saccagée pendant la Seconde Guerre mondiale. En 1883, une autre librairie Leon and Co. s'ouvre rue Duża, propriété de Leon Grostal, où sont organisés des concerts et des conférences.
Dans d'autres domaines également, les Juifs acquièrent une grande réputation, comme dans l'alimentaire, avec les épiceries d'Icek Bimka à Czarnowska, de Berek Wasser dans la rue du Bazar, la confiserie d'Icek Recht, la brasserie d'Aron Lichtensztajn, et la cave à vin d'Abram Pasyrman. 
En 1871, la société du Juif Chaskiel Landau remporte l'appel d'offres pour la construction de halles et en 1896, une autre société juive remporte l'appel d'offres pour le pavage des rues principales de la ville.
Les Juifs possèdent un nombre significatif d'usines, comme les carrières Wietrznia, propriété d'Abraham Zagajski, les fours à chaux Międzygórze, les carrières Kadzielnia et la verrerie Leonów, ainsi que des tanneries, des scieries et près de la moitié des commerces de la ville, boulangeries et marchands de meubles. Ils possèdent aussi de nombreux ateliers d'artisanat, cordonneries, ferblanteries, savonneries et fabrication de bougies. Les habitants juifs les plus riches de Kielce pendant cette période sont les familles Rozenholc, Goldfarb, Lifszyc, Chelmner, Gołębiowski, Machtynger, Ajzenberg, Bugajer, Urbajtel, Kaminer, Waksberg et Tenenbaum, ainsi que Josef Urbajtel, Lemel Kahan, Herszel et Eliezer Rajzman, Joel et Icchok Klajnman.
Des Juifs sont membres de la Towarzystwa Kredytowego Ziemskiego (Société de crédit foncier) et s'impliquent activement à la vie économique et sociale de la ville. Ils participent aux réunions du Comité de détermination de l'impôt régional et de district.  
Les Juifs se présentent également aux 1re et 2e élection de la Douma, et pendant la révolution de 1905, les ouvriers et artisans juifs prennent une part active aux rassemblements et manifestations.
En 1902, se déroule la première réunion des partisans du sionisme, au cours de laquelle une décision est prise, entre autres, de construire une bibliothèque et une salle de lecture avec de la littérature sur l'histoire de la Palestine. Entre 1900 et 1904, le Parti socialiste polonais (PPS) et l'Union générale des travailleurs juifs (Bund) posent leur fondation à Kielce, principalement axée sur les activités organisationnelles.  
Dans les années 1910-1913, les autorités tsaristes alimentent de plus en plus l'antagonismes entre Juifs et Polonais. Ils lancent à Kielce l'action Swój do swego po swoje dont le but est de boycotter les magasins juifs,,, mais cette action s'avère inefficace, car en 1914, 50% des magasins de la ville sont toujours détenus par des Juifs. Néanmoins, en raison de l'atmosphère défavorable, certains Juifs de Kielce décident alors d'émigrer.

### La Première Guerre mondiale
Avec le déclenchement de la Première Guerre mondiale, un comité civique social est créé à Kielce, auquel participe un juif, Moszek Chaim Kaminer. La gestion de la population juive est exercée par le Conseil de la communauté juive, établi le 20 octobre 1915, qui, avec le comité de surveillance de la synagogue, constituent la direction de la communauté juive. Il est dirigé par le nouveau rabbin de la ville, Abraham Abela ha Kochen Rapoport, un célèbre talmudiste, et par des citoyens de la ville: Jakub Nowak, Adolf Wilner, Herman Frejzynger et Józef Skórecki.
La guerre est une période difficile pour les Juifs, car ils sont sujets à de nombreuses taxes, confiscations et déportations. En 1915, 103 Juifs sont déportés au fin fond de l'Empire russe, accusés de soutenir les Allemands et les Autrichiens. Malgré cela, la Tania Kuchnia (cuisine pas chère) et la Towarzystwo Pomocy Ubogim wyznania Mojżeszowego (Société d'aide aux pauvres de la foi mosaïque) fonctionnent dans la synagogue, et dans les années 1915-1918, 78 nouvelles entreprises juives sont enregistrées à Kielce. En 1918, l'Association des marchands juifs est créée. 
Le 11 novembre 1918, les Juifs de Kielce organisent un défilé pour demander une autonomie politique et culturelle pour tous les Juifs polonais. En réponse, les extrémistes de droite polonais pillent et détruisent plusieurs magasins et habitations détenus par des Juifs.  

### La période de l'entre-deux-guerres

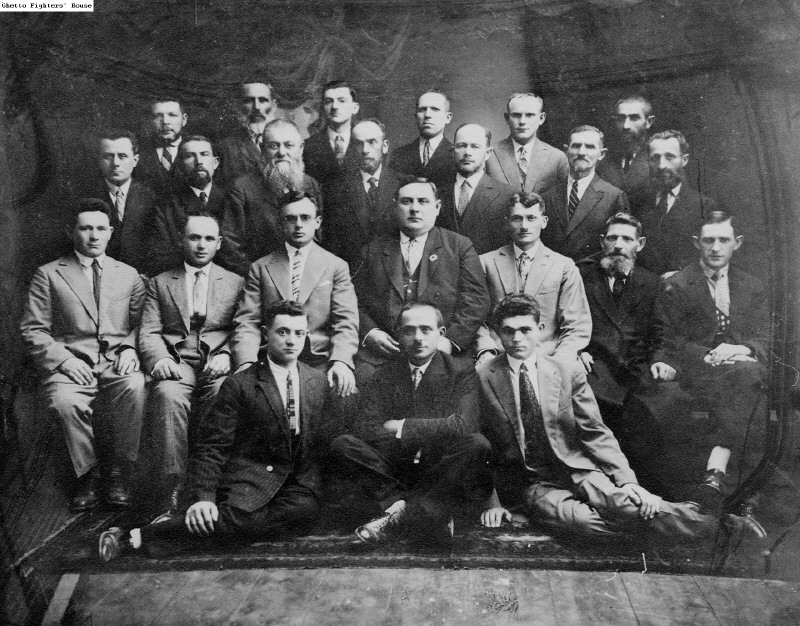
Le premier syndicat des cordonniers, tanneurs et selliers à Kielce en 1929

Pendant la période de l'entre-deux-guerres, plusieurs banques de Kielce appartiennent à des Juifs, comme la Banque commerciale coopérative détenue par Aaron Jozef Moszkowicz et Jakob Fridman, la Banque discount détenue par Chaim Wajnryb et Herszl Sercarz, la Banque de crédit dirigée par Melecah Engelrad, Mejer Zloto et Mosze Cohen, ou la Banque de prêt de Mordechaj Fiszel et Judel Kaminer. De nombreuses fabriques, usines et commerces sont détenus par des Juifs, dans le domaine textile, le cuir, l'habillement, la mercerie, le commerce alimentaire, dans l'importation d'épice etc… Les artisans juifs sont majoritaires chez les tailleurs, les chapeliers, les cordonniers, les ferblantiers, les peintres, les charpentiers et menuisiers, les vitriers, les horlogers et les joailliers. Plusieurs boulangeries et boucheries juives vendent non seulement à des clients juifs, mais aussi à des catholiques. En plus des imprimeries polonaises, Kielce possède des imprimeries juives qui publient des journaux en yiddish comme le Kielcer Zeitung. De nombreux Juifs exercent aussi des professions libérales comme docteur, dentiste ou avocat.  

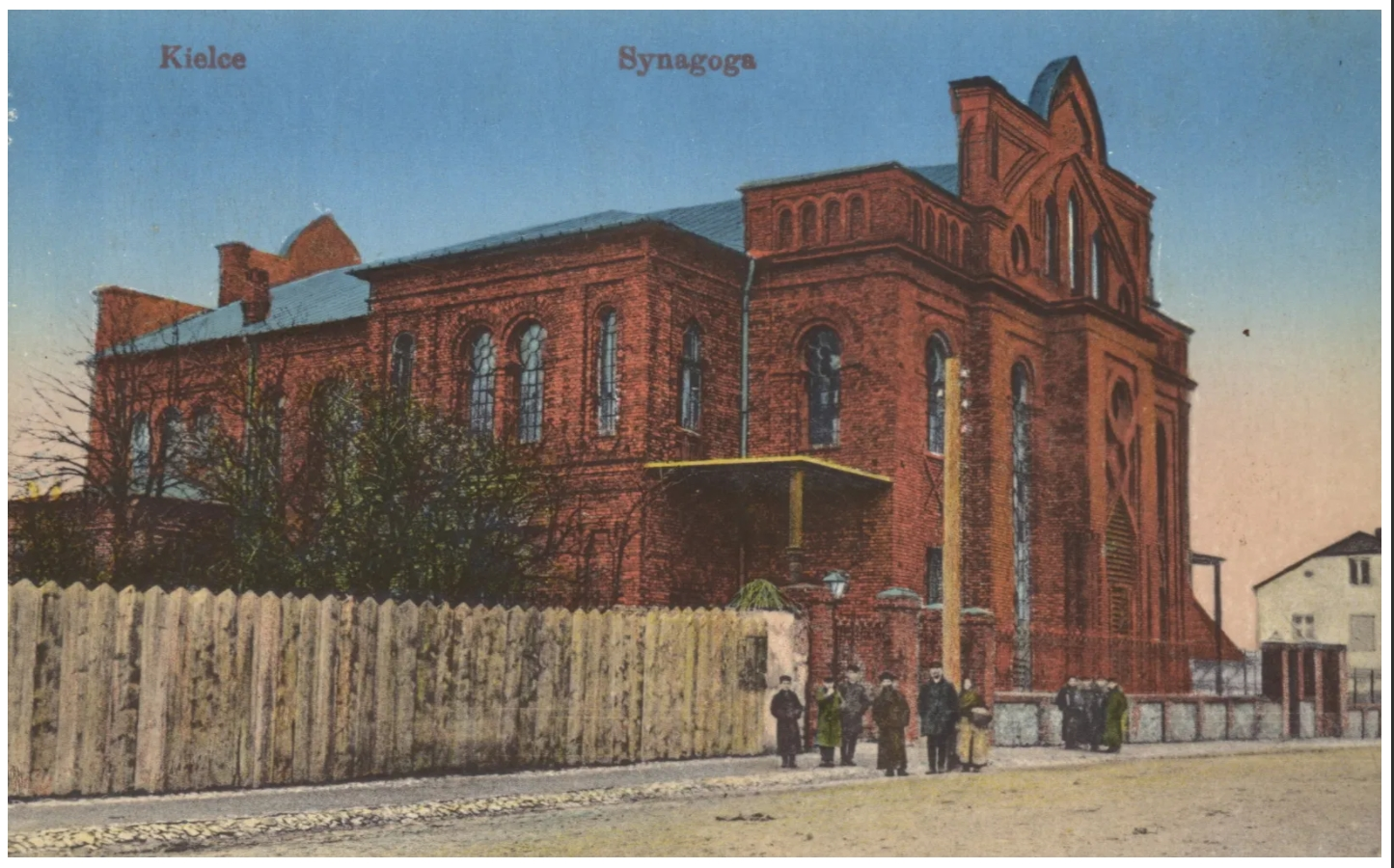
La grande synagogue de Kielce

À la veille de la Seconde Guerre mondiale, la population juive de Kielce est estimée à 25 000 personnes, représentant 35 % de la population totale de la ville. La communauté juive possède deux synagogues , un Beth Midrash (centre d'étude de la Torah), un mikvé (bain rituel), un cimetière avec une maison funéraire, un abattoir cacher pour la volaille, un orphelinat et un hospice pour personnes âgées. Il y a aussi trois écoles publiques juives, deux collèges, un pour les garçons et un pour les filles, une école talmudique et la librairie Tarbut avec une collection de plus de 10 000 volumes. 
Dans le domaine de la vie politique et du mouvement sioniste en 1918-1939, les Juifs sont nettement divisés. Comme dans toute la Pologne, le Bund (Union générale des travailleurs juifs de Lituanie, de Pologne et de Russie) et l'Organisation sioniste jouent à Kielce un rôle important, tout comme le Parti socialiste sioniste Poalej Syjon, le Parti ouvrier socialiste-démocrate juif de Pologne et l'Organisation juive orthodoxe Agoudat Israel. Il y a aussi l'organisation des jeunes sionistes-révisionnistes Massada et une branche du Parti travailliste sioniste. Les juifs essayent également de prendre une part active dans la vie politique polonaise: chaque année, ils célèbrent avec les Polonais l'anniversaire de la reconquête de l'indépendance ou de l'établissement de la constitution le 3 mai 1791. Ils participent au sentier Kadrówki, aux élections au Seym, au Sénat et au conseil municipal et organisent des prières chaque année dans la grande synagogue le jour anniversaire de la mort de Józef Piłsudski.
La vie culturelle des juifs orthodoxes est également développée. À l'époque, ils ont leurs propres écoles, 6 à 10 heders, ainsi que le collège juif pour les garçons, et l'école de filles Stefania et Władek Zimnowodów. Ils possèdent leurs propres associations culturelles comme l'Association juive de musique et de littérature, l'Association culturelle Tarbut, Jawne, des bibliothèques, ainsi que des associations caritatives  comme Achi Ezer et Linas Hacedek, la Société d'aide aux pauvres, la maison de retraite des frères Zagajski. Ils éditent des journaux en yiddish:  le Kielcer Cajtung, le Kielcer Unzer Express, le Naje Kielcer Cajtung. 
Il existe aussi à Kielce des clubs de sport juifs tel que le Maccabi, le Stern ou le Kraft. Le cinéma Phenomen et plus tard le Palace d'Ellenzweig sur la rue Staszica connaissent un grand succès. 
Dans les années 1932-1939, en raison de la diffusion de l'idéologie sioniste, près de 5 000 Juifs quittent Kielce pour la Palestine. À partir du début du XXe siècle et jusque dans les années 1930, du fait de la crise économique, de nombreux Juifs émigrent aussi vers les États-Unis, principalement à New York. 
Préparation à la vie en kibboutz à Kielce par le mouvement sioniste HeHalutz

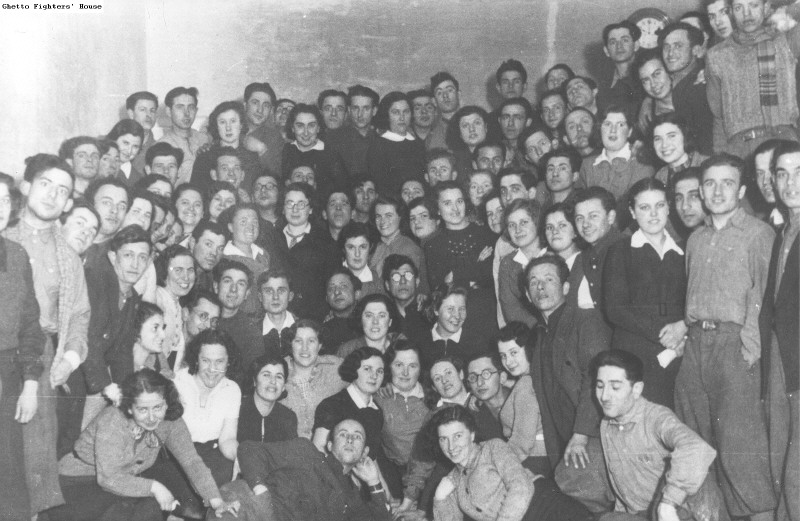
Rassemblement des pionniers (1936 ou 1937)
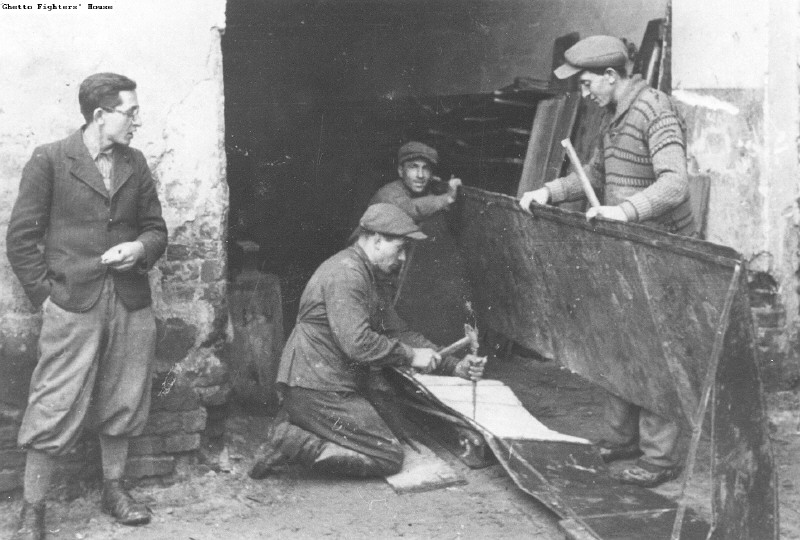
Entrainement des pionniers à la métallurgie (1937 ou 1938)
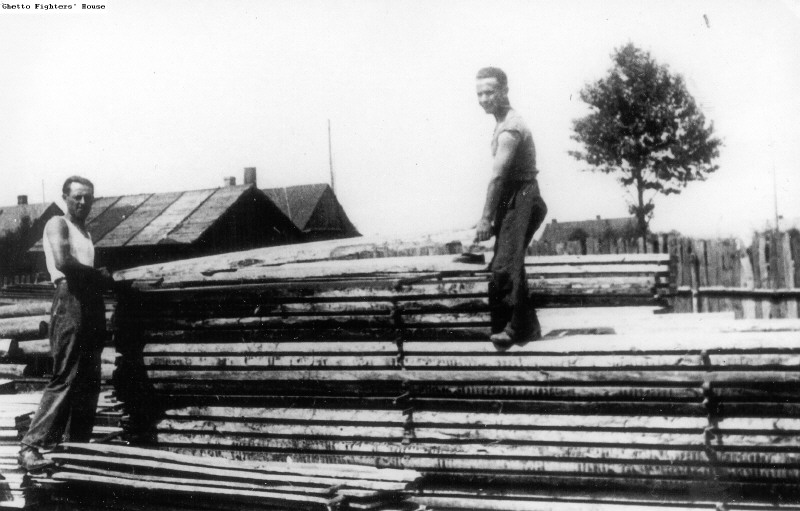
Entrainement des pionniers au travail en scierie (1933)
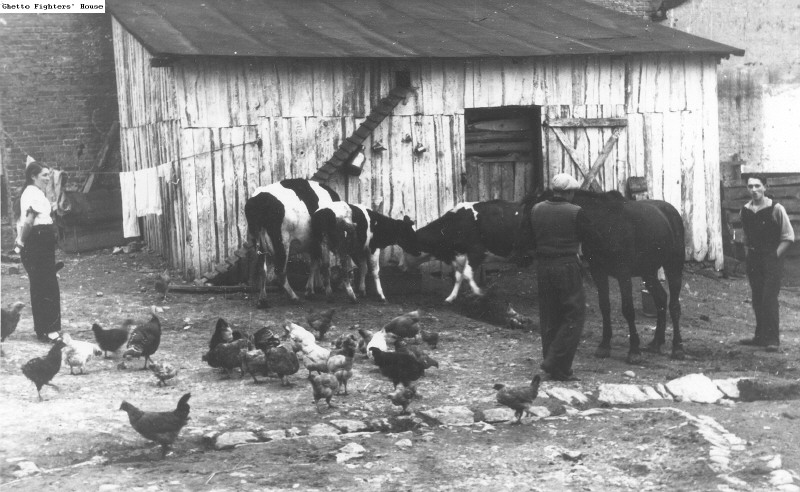
Travail en laiterie (1937 ou 1938)
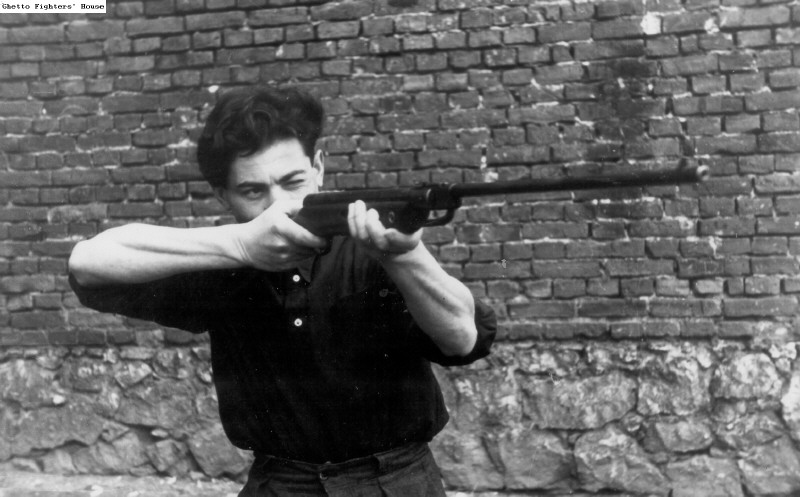
Entrainement au maniement des armes

Avant la Seconde Guerre mondiale, le rabbin de Kielce est Abela HaKohen Rapoport et les rabbins-adjoints Alter Horberg et Hersz Gr. Spanish.
Les rabbins de Kielce

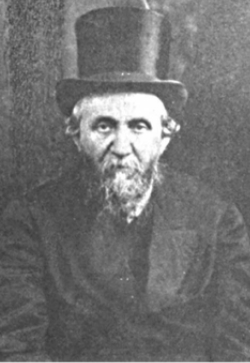
Mosze Nachum Jeruzalimski
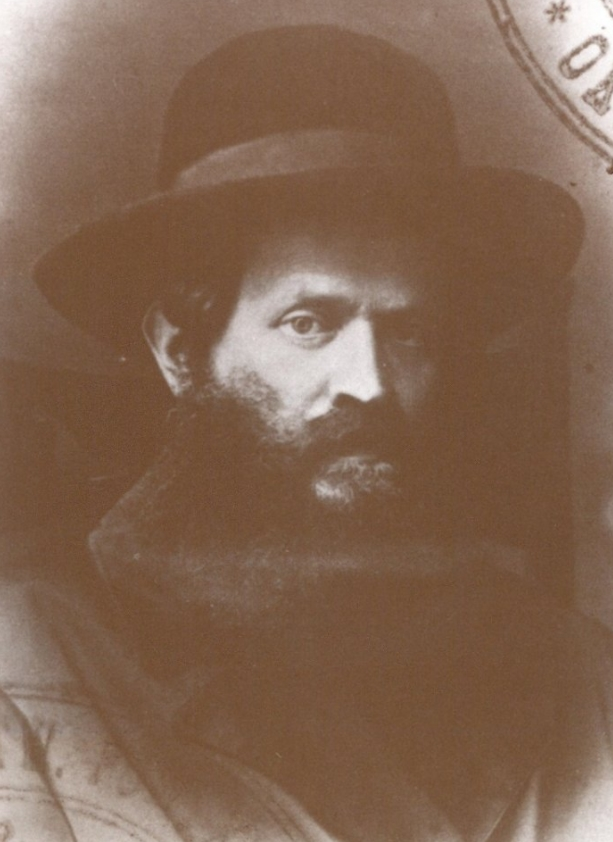
Abela ha Kochen Rapoport

### LaSeconde Guerre mondialeet laShoah
Les Allemands occupent Kielce le 4 septembre 1939, au tout début de la Seconde Guerre mondiale et aussitôt les persécutions contre les Juifs commencent. Les Allemands leur imposent le port d'une étoile jaune cousue sur leur vêtement. La Gestapo confisque les entreprises et commerces détenus par des Juifs et inflige de lourdes amendes que la communauté a du mal à payer. Les Juifs sont regroupés dans un ghetto établi le 31 mars 1941. Le ghetto, entouré d'une clôture en bois surmontée de fil de fer barbelé, est divisé en deux parties: le grand ghetto, délimité par les rues Orla, Piotrkowska, Nowowarszawska, Pocieszki et Radomska; et le petit ghetto délimité par la place Saint-Wojciech et les rues Bodzentyńska et Radomska. La zone du ghetto comprend environ 1 500 maisons, habitées avant-guerre par 15 000 personnes. Entre mars 1941 et aout 1942, ce sont quelque 27 000 personnes qui vont y être confinées. 

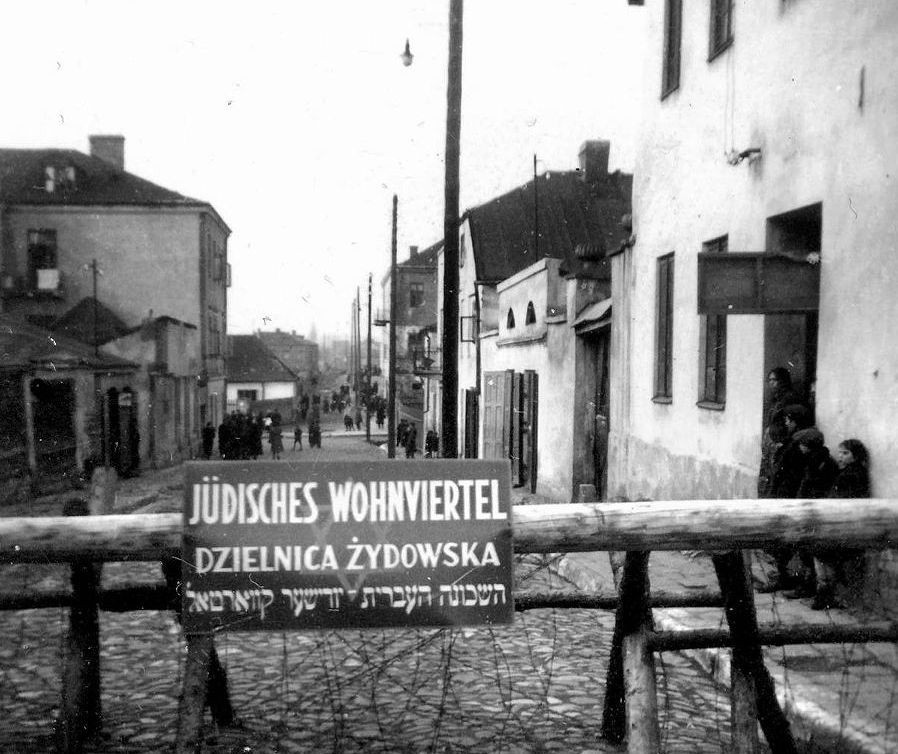
Une des entrées du ghetto

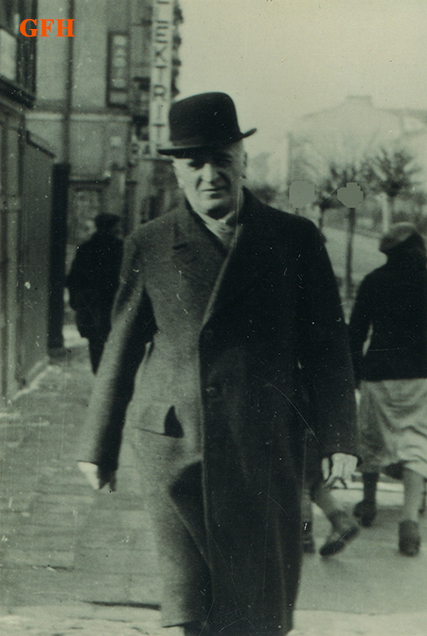
Le Dr Mosce Pelc, premier président du Judenrat

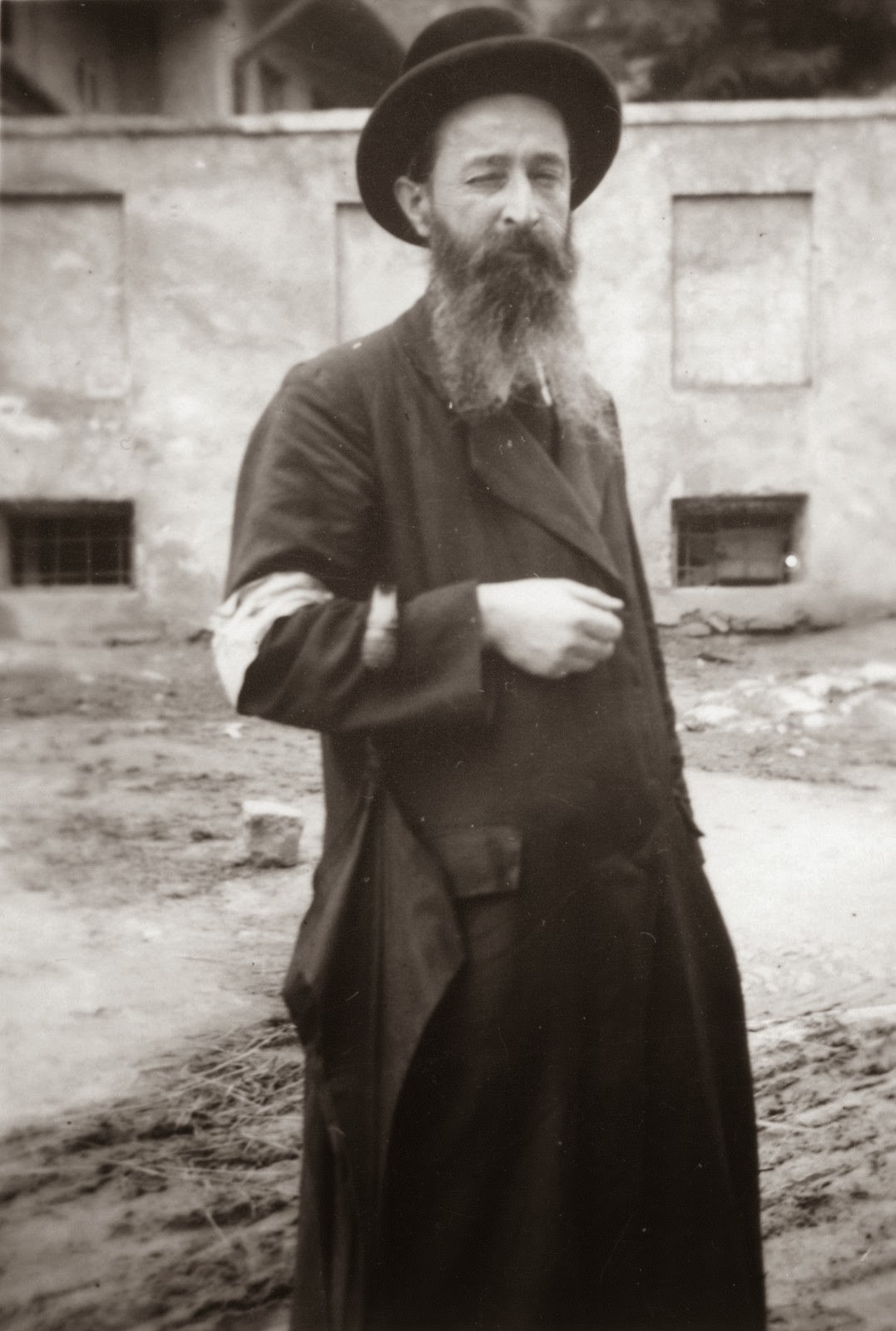
Juif dans le ghetto

Le 21 septembre 1939, les Allemands mettent en place un Judenrat (Conseil juif), initialement dirigé par Mosze (Moses) Pelc.. C'est un docteur et un membre actif avant la guerre de la communauté juive. En décembre 1940, il s'oppose aux SS en refusant l'exécution des malades incurables de l'hôpital juif. Il est alors arrêté et envoyé au camp d'extermination d'Auschwitz où il est abattu. Herman Lewi lui succède à la tête du Judenrat. Il sera lui aussi envoyé à Auschwitz ou il périra en novembre 1942.
Les Juifs du ghetto essayent d'organiser une résistance, mais celle-ci échouera en l'absence d'aide venant de l'extérieur. 
La veille de Pessa'h, le 5 avril 1941, les ghettos sont bouclés. Au cours des mois suivants, les Juifs de toute la région de Kielce sont enfermés dans le ghetto, en dépit de sa surpopulation. Quelque 1 000 Juifs de Vienne et des régions autour de Poznań et de Łódź sont transportés dans le ghetto de Kielce. En raison de la faim, des mauvaises conditions sanitaires et des épidémies de typhus, près de 4 000 personnes vont mourir dans le ghetto. 
La liquidation du ghetto commence le 20 aout 1942. Ce jour-là, toutes les personnes âgées, les malades et les handicapés sont abattus rue Okrzei, et 6 à 7 000 personnes, principalement des femmes et des enfants, sont transportés au camp d'extermination de Treblinka. Le 22 aout, un groupe de 500 personnes est amené au ghetto de Kielce. Le jour suivant, les SS ordonnent aux médecins juifs de tuer tous les malades de l'hôpital juif. En quatre jours, 1 200 personnes sont tués dans le ghetto et entre 20 000 et 21 000 personnes sont transportées à Treblinka. Le 24 aout 1942, il ne reste plus que 2 000 personnes dans le ghetto. Un groupe d'artisans spécialisés juifs est emprisonné dans un camp de travail forcé installé dans les rues Stolarska et Jasna, jusqu'à sa fermeture au printemps 1943. Ils sont chargés entre autres de trier les effets de valeur confisqués aux Juifs et de nettoyer le ghetto. 
Une tentative pour organiser un mouvement de résistance est menée sous la conduite de Dawid Barwiner (Bachwiener) et de Gerszon Lewkowicz qui se lancent dans la fabrication d'armes et de munitions pour préparer un soulèvement. Mais le chef de la police juive, Wahan Spiegl, dénonce le plan à la Gestapo. En mai 1942, certains prisonniers juifs de Kielce sont transférés aux camps de travail forcé de Starachowice, Skarżysko-Kamienna, Pionki et Bliżyn. Dans le cimetière juif local, 45 enfants juifs entre 15 mois et 15 ans sont abattus. Ils avaient survécu au ghetto et au camp des rues Jasna et Stolarska, et étaient les enfants des docteurs et des membres du Judenrat et de la police juive.  
Jusqu'à l'été 1944, des camps de travail forcé existent dans la ville, tel que le Hasag Granat Werke et plusieurs ateliers d'artisans, où 400 à 500 Juifs fabriquent des munitions. Il y a en plus l'usine de menuiserie Henryków et la fonderie Ludwigshütte qui emploie 200 à 300 personnes. En aout 1944, les camps sont fermés et tous les Juifs prisonniers sont transférés au camp de travail de Częstochowa, puis aux camps de concentration de Buchenwald et d'Auschwitz . Durant le transfert, 28 juifs réussissent à s'échapper du Hasag Granat Werke et rejoignent des unités de partisans ou se cachent dans des villages voisins. 

### Lepogromde 1946

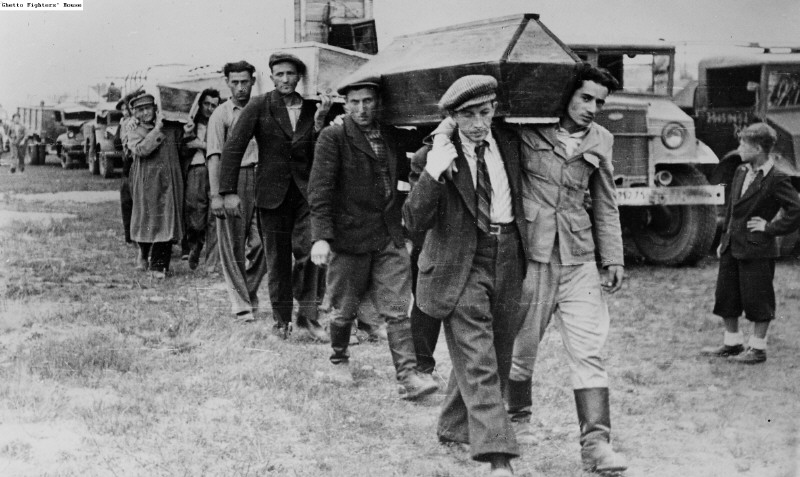
Enterrement des victimes du pogrom

Après la libération en janvier 1945, 150 à 200 Juifs retournent à Kielce, principalement des anciens prisonniers des camps de concentration ainsi que ceux qui avaient fui en Union soviétique. La majorité d'entre eux s'installent dans un immeuble collectif 7 rue Planty, où se trouvent aussi un orphelinat pour les enfants juifs et un kibboutz dirigé par l'union sioniste. Le 4 juillet 1946, un pogrom, probablement inspiré par les services de sécurité soviétique éclatent. Plusieurs milliers de personnes y prennent part, et parmi eux des officiers des services de sécurité, des policiers et des soldats de l'armée populaire de Pologne, encouragés par les habitants de la ville. 42 Juifs sont massacrés et 40 autres blessés plus ou moins sérieusement. L'émeute s'est propagée sur la rumeur que les Juifs avaient pratiqué un meurtre rituel en égorgeant un enfant de 9 ans, Henio Błaszczyk. Quelques jours après le pogrom, douze personnes, dont une femme sont arrêtées, accusées d'avoir organisé et participé au pogrom. Lors du procès, neuf personnes sont condamnées à mort, une à la réclusion à perpétuité, une à dix ans d'emprisonnement et une à sept ans. 
Tous les Juifs revenus à Kielce quittent alors la ville, émigrant principalement en Palestine. L'onde de choc du massacre est telle qu'elle se propage dans toute la Pologne parmi les rescapés de la Shoah, entrainant une vague massive de départs du peu de Juifs restants.

## Personnalités juives nées à Kielce
- Leopold Binental (1886-1944), musicologue spécialiste de Frédéric Chopin, mort à Auschwitz.
- Chawka Folman-Raban (1924-2014), militante du Habonim Dror, membre de la résistance juive dans le ghetto de Varsovie.
- Awraham-Jehuda Goldrat (1912-1973), rabbin et homme politique israélien, membre de la Knesset de 1949 à 1951.
- Kopel Gringras (1878-1941), photographe et propriétaire de l'usine Emalit de fabrication de matériel pour la photographie. Abattu par les Allemands dans son usine.
- Ziuta Hartman (1922-2015), membre du ŻZW (Union militaire juive), participe au soulèvement du ghetto de Varsovie.
- Gustaw Herling-Grudziński (1919-2000), essayiste, journaliste, critique littéraire considéré comme l'un des plus grands écrivains polonais de la seconde moitié du XXe siècle, témoin de l'univers concentrationnaire soviétique.
- Gerson Iskowicz (1921-1988), artiste canadien, survivant de la Shoah.
- Jean Kestemberg (1912-1975), psychiatre et psychanalyste français.
- Natalia Lipman (1890-?), artiste de langue yiddish du Théâtre juif de Łódź et du Théâtre Nowości de Varsovie.
- Mojżesz Pfefer (1856-1919), industriel, propriétaire terrien, philanthrope, principal donateur lors de la construction de l'hôpital juif et de la synagogue de Kielce.
- Michał Piróg (1979- ), danseur, chorégraphe, présentateur de télévision et acteur.
- Szmul Potasznik (1909-1943), membre de l'armée belge des partisans, fusillé par les Allemands.
- Leon Rodal (1913-1943), journaliste, membre du Parti sioniste révisionniste, un des commandants du ŻZW (Union militaire juive), participe au soulèvement du ghetto de Varsovie où il trouve la mort.
- Dawid Rubinowicz (1927-1942), garçon juif, auteur de journaux décrivant la persécution des juifs pendant la Seconde Guerre mondiale, assassiné à Treblinka.
- Joseph Silver (1868-1918), connu sous le nom de roi des maquereaux, terrorise les femmes à Johannesburg en Afrique du Sud. Suspecté lors de son séjour à Londres d'être Jack l'Éventreur

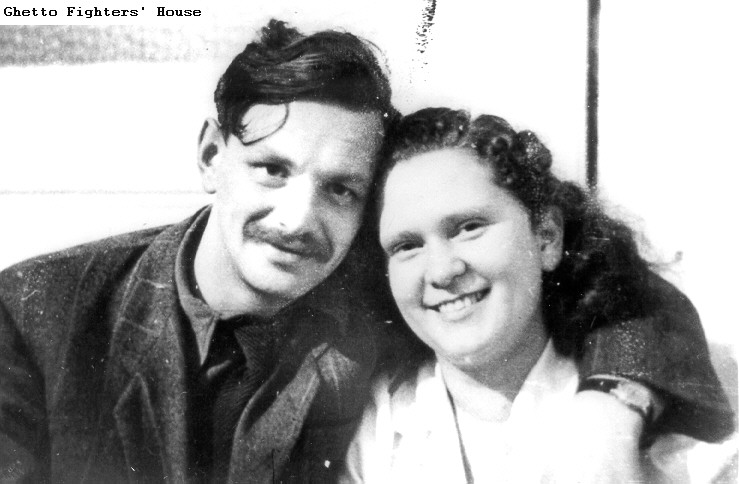
Chavka Folman Raban et Yitzach Zuckerman
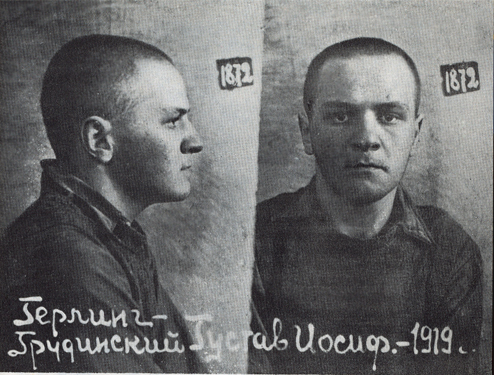
Gustaw Herling-Grudziński
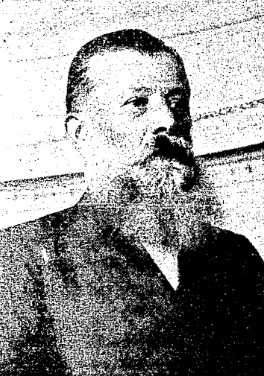
Mojżesz Pfefer
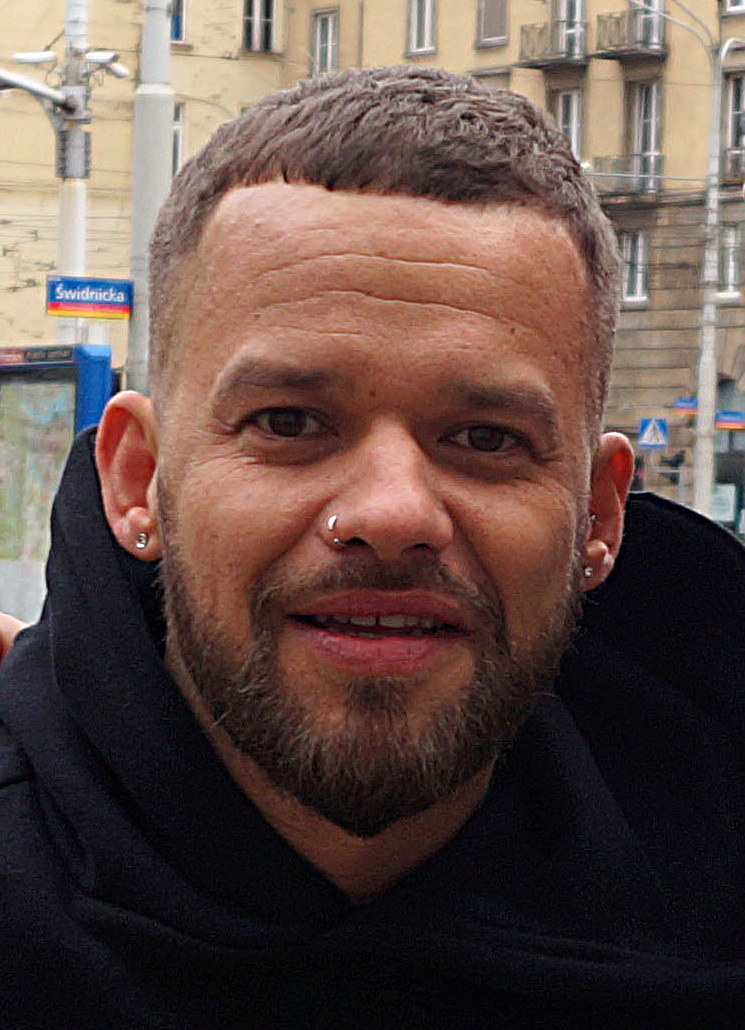
Michał Piróg
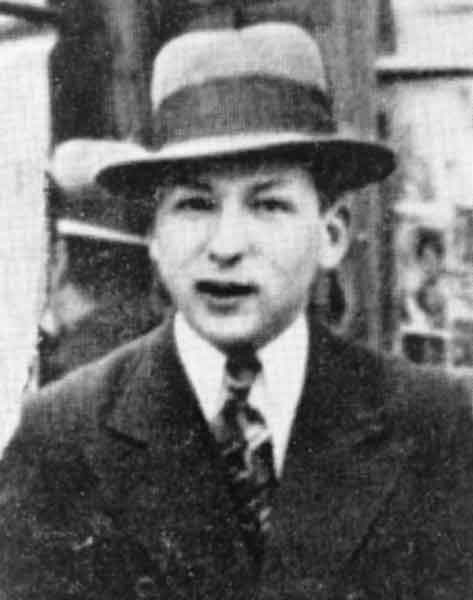
Leon Rodal
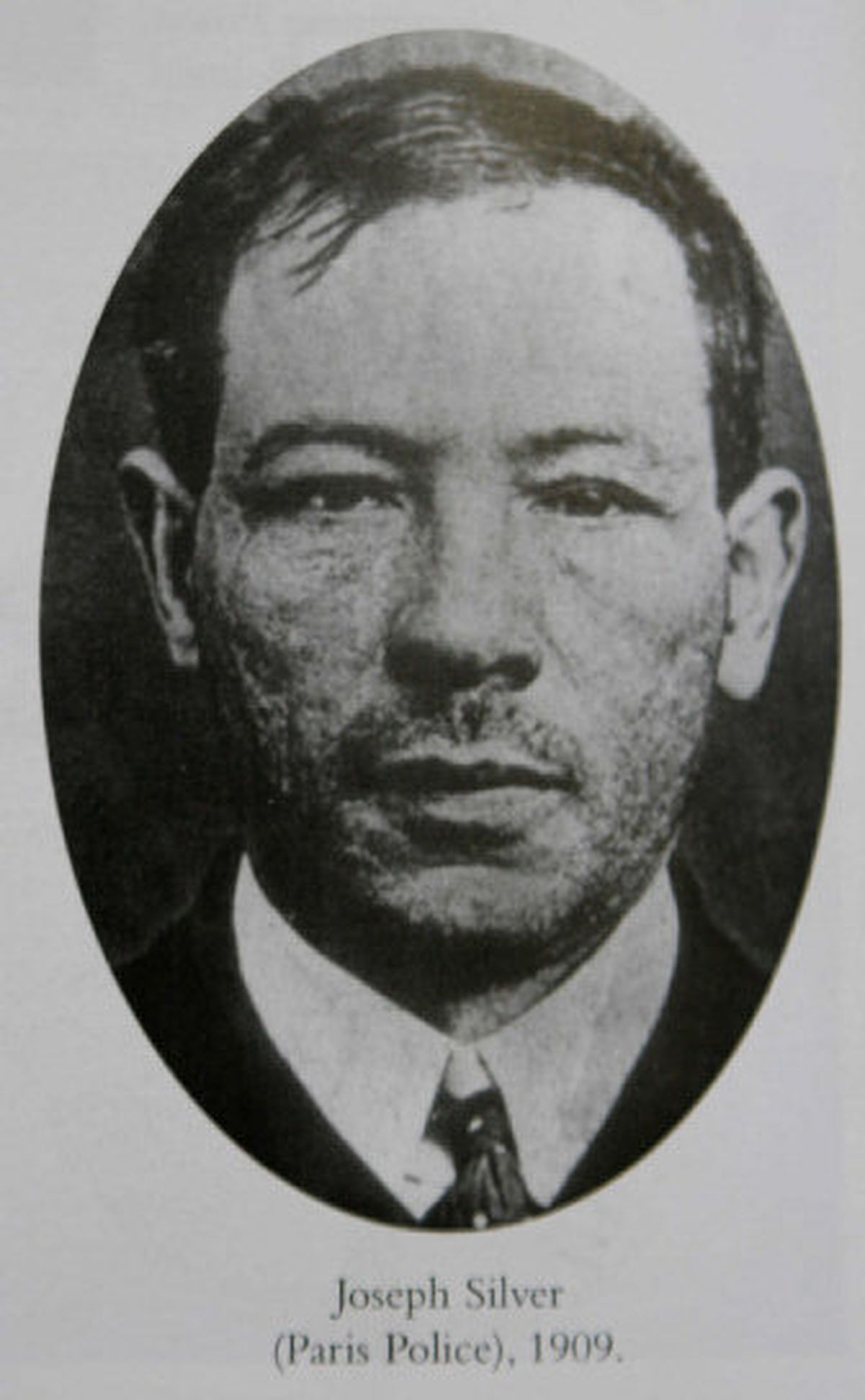
Joseph Silver

## Évolution de la population juive
| Population juive à Kielce |                      |                 |                      |
| Année                     | Population de Kielce | Nombre de Juifs | Pourcentage de Juifs |
| 1873                      | ~ 8 000              | 974             | ~ 12,2 %             |
| 1876                      | -                    | 1 121           | -                    |
| 1883                      | 10 051               | 2 659           | 26,5 %               |
| 1897                      | 13 456               | 6 399           | 47,6 %               |
| 1910                      | ~ 32 200             | 11 206          | 34,8 %               |
| 1915                      | -                    | 14 794          | -                    |
| 1921                      | 41 346               | 15 530          | 37,6 %               |
| 1931                      | -                    | 18 683          | -                    |
| 1939                      | 71 580               | ~ 25 000        | ~ 35,0 %             |
| 1945                      | 53 662               | ~ 200           | ~ 0,37 %             |